# Продиус, Роман
Роман Продиус (рум. Roman Prodius; род. 12 апреля 1981 года, Селемет) — молдавский легкоатлет, специализирующийся в марафоне, полумарафоне, кроссе, беге по шоссе и на длинные дистанции. Участник двух Олимпиад (2012, 2016). Победитель Скопьеского марафона 2008 года. Двукратный призёр Европейских игр 2015 года. Трёхкратный чемпион Молдавии (2006, 2009, 2014).

## Биография
Роман Продиус родился 12 апреля 1981 года в селе Селемет Чимишлийского района Молдавии. Начал заниматься лёгкой атлетикой во время учёбы в сельской школе под руководством учителя физкультуры Константина Фёдорова. Затем в спортивном лицее-интернате села Липовены Роман тренировался у Георгия Русу. Позже окончил Государственный университет физической культуры и спорта Республики Молдова.
Продиус дебютировал на международной арене в 2004 году, выиграв полумарафон в голландском Дёрне. В 2005 году он принял участие в своём первом марафоне в Валенсии. В 2008 году выиграл Скопьеский марафон. В 2009 году Роман получил спортивное звание «Мастер спорта международного класса». Продиус ежегодно участвовал во множестве международных соревнований по полумарафону и марафону. До 2012 года тренировался под руководством Валентина Сытника. В настоящее время его тренером является Лазарь Повестка.
Роман дважды участвовал в марафоне на Олимпийских играх: в 2012 году на своей дебютной Олимпиаде в Лондоне не сумел финишировать, а в 2016 году в Рио-де-Жанейро занял 105 место.
Женат. Жена — Светлана. Есть сын и дочь.

## Основные результаты
| Год  | Соревнования               | Место проведения             | Дистанция   | Место | Результат |
| ---- | -------------------------- | ---------------------------- | ----------- | ----- | --------- |
| 2004 | Дёрнский полумарафон       | Дёрн, Нидерланды             | полумарафон | 1     | 1:09:20   |
| 2005 | Чемпионат Европы по кроссу | Тилбург, Нидерланды          | 9,84 км     | 79    | 29:35     |
| 2008 | Скопский марафон           | Скопье, Республика Македония | марафон     | 1     | 2:29:26   |
| 2008 | Чемпионат мира по кроссу   | Эдинбург, Шотландия          | 12 км       | —     | DNS       |
| 2008 | Бухарестский марафон       | Бухарест, Румыния            | марафон     | 4     | 2:17:00   |
| 2009 | Антальский марафон         | Анталья, Турция              | полумарафон | 3     | 1:04:30   |
| 2009 | Подгорицкий марафон        | Подгорица, Черногория        | марафон     | 3     | 2:14:57   |
| 2010 | Марафон Гутенберга         | Майнц, Германия              | марафон     | 2     | 2:12:31   |
| 2011 | Марафон Порту              | Порту, Португалия            | марафон     | 8     | 2:17:20   |
| 2012 | Марафон Гутенберга         | Майнц, Германия              | марафон     | 5     | 2:14:27   |
| 2012 | Олимпийские игры           | Лондон, Великобритания       | марафон     | —     | DNF       |
| 2013 | Чемпионат мира             | Москва, Россия               | марафон     | 46    | 2:29:08   |
| 2015 | Венский марафон            | Вена, Австрия                | марафон     | 8     | 2:20:07   |
| 2015 | Европейские игры           | Баку, Азербайджан            | 3000 м      | 3     | 8:06,34   |
| 2015 | Европейские игры           | Баку, Азербайджан            | 5000 м      | 2     | 14:21,42  |
| 2015 | Чемпионат мира             | Пекин, Китай                 | марафон     | 31    | 2:26.46   |
| 2016 | Римский полумарафон        | Рим, Италия                  | полумарафон | 7     | 1:03:37   |
| 2016 | Чемпионат Европы           | Амстердам, Нидерланды        | полумарафон | 22    | 1:05:14   |
| 2016 | Олимпийские игры           | Рио-де-Жанейро, Бразилия     | марафон     | 105   | 2:27:01   |
| 2017 | Римский полумарафон        | Рим, Италия                  | полумарафон | 11    | 1:05:53   |
| 2017 | Марафон Гутенберга         | Майнц, Германия              | марафон     | 2     | 2:20:01   |
| 2017 | Карловарский марафон       | Карловы Вары, Чехия          | полумарафон | 15    | 1:07:38   |
| 2017 | Полумарафон Удине          | Удине, Италия                | полумарафон | 10    | 1:07:37   |